# Слопськ
Слопськ (пол. Słopsk) — село в Польщі, у гміні Забродзе Вишковського повіту Мазовецького воєводства.
Населення — 312 осіб (2011).
У 1975-1998 роках село належало до Остроленцького воєводства.

## Демографія
Демографічна структура станом на 31 березня 2011 року:
|          | Загалом | Допрацездатний вік | Працездатний вік | Постпрацездатний вік |
| -------- | ------- | ------------------ | ---------------- | -------------------- |
| Чоловіки | 164     | 34                 | 116              | 14                   |
| Жінки    | 148     | 37                 | 78               | 33                   |
| Разом    | 312     | 71                 | 194              | 47                   |